# すいこみ
すいこみは、大阪に現われたとされる日本の妖怪。人間の顔を吸ってしまうという。

## 概要
1100年ころ、難波にいた長者のもとに男性がやって来て長者の娘との結婚を願うが、そのとき家の天井裏から「この娘はおれがもらう娘だ」と怖ろしい鬼のような声が響く。おそれおののいた男性が逃げようとすると「命を取ろうか、顔を取ろうか」と再び声が響いて来たので、長者の親たちがとっさに「顔」と答えたところ男性は何物かによって顔を吸われてしまい、端正だったその顔は鼻のまわりに目鼻の寄ってしまった全く別の顔になってしまった。
天井裏から響いて来た鬼のような声の主が「すいこみ」であると考えられるが、姿かたちはどのようなものかは不明である。

## 名称について
「すいこみ」という呼称は児童向けに出版された南條武『完全図解シリーズ 妖怪ミステリー』（1974年）にあるもので、同書（あるいはその情報）を参考とした図書にはその名称が使われている。参考になったと見られる早川純夫『日本の妖怪』（1973年）ではそのような呼称は無く、紹介文章のタイトルも「天井桟敷の声」となっているほか、怖ろしい声が出現するのも男性が長者の娘と結婚（婿入り）をしたその夜である点、男性が鼻に目鼻が寄ってしまった容貌から「蟇（ひき）の少将」と呼ばれるようになったなどの後日譚なども含めて記されている点など、差異がみられる。